# Petružálkovy skály
Petružálkovy skály je kopec s nadmořskou výškou 515 m nacházející se v Horním Podluží v Ústeckém kraji. Vrch náleží ke geomorfologickému celku Šluknovská pahorkatina, jejímu okrsku Rumburská pahorkatina a podokrsku Krásnolipská pahorkatina. Svou polohou jsou Petružálkovy skály nejjižnějším pojmenovaným vrchem celé Šluknovské pahorkatiny. Geologické podloží tvoří střednězrnný václavický granodiorit, který je ve vrcholové části vystřídán tefritem vytvářejícím na povrchu skalky se sloupcovitou odlučností. Převažujícím půdním typem je kambizem: ve vrcholové části modální eutrofní, na svazích modální mesobazická. Většina vrchu je zemědělsky využívána. Celý kopec náleží k povodí Lužničky, a tedy zároveň k povodí Odry a úmoří Baltského moře. Při severním a severovýchodním úpatí se rozkládá přírodní rezervace Světlík se stejnojmenným rybníkem. Přes jižní až východní úpatí prochází žlutě značená trasa nazývaná Hřebenovka.